# Vytautas Janušaitis
Vytautas Janušaitis, né le 13 octobre 1981, est un nageur lituanien. Il a gagné plusieurs médailles lors des championnats d'Europe de natation en petit bassin.

## Palmarès
- Championnats d'Europe en petit bassin 2004 à Vienne (Autriche) :
  -  Médaille de bronze du 200 m quatre nages.

- Championnats d'Europe en petit bassin 2005 à Trieste (Italie) :
  -  Médaille d'argent du 200 m quatre nages.
  -  Médaille de bronze du 100 m quatre nages.

- Championnats d'Europe en petit bassin 2006 à Helsinki (Finlande) :
  -  Médaille d'argent du 100 m quatre nages.
  -  Médaille d'argent du 200 m quatre nages.

- Championnats d'Europe en petit bassin 2008 à Rijeka (Croatie) :
  -  Médaille d'argent du 200 m quatre nages.

- Championnats d'Europe 2008 à Eindhoven (Pays-Bas) :
  -  Médaille de bronze du 200 m quatre nages.

- Championnats d'Europe en petit bassin 2009 à Istanbul (Turquie) :
  -  Médaille d'argent du 200 m quatre nages.

- Championnats d'Europe en petit bassin 2010 à Eindhoven (Pays-Bas) :
  -  Médaille d'argent du 200 m quatre nages.